# Крус, Доминик
Доминик Рохелио Крус (англ. Dominick Rojelio Cruz; род. 9 марта 1985, Тусон, Аризона, США) — американский боец смешанных боевых искусств, известен по выступлениям под эгидой UFC в легчайшей весовой категории. Бывший двукратный чемпион UFC и бывший чемпион WEC в легчайшем весе.

## Карьера
Свою профессиональную карьеру в смешанных единоборствах Крус начал с выступлений в организации Rage in the Cage. В дальнейшем стал чемпионом Total Combat в лёгкой и полулёгкой весовых категориях.

### World Extreme Cagefighting
После череды удачных выступлений Крус получил шанс побороться за титул чемпиона WEC в полулёгком весе с действующим на тот момент чемпионом Юрайей Фейбером. Соперники начали бой с размена ударами, попеременно занимая центр восьмиугольника. К концу первой минуты Крус, сумевший уклониться от удара, совершил попытку перевода в партер, однако соперник смог защититься и подняться на ноги. Со второй попытки Крус выполнил бросок, но попался на удушающий приём «гильотину». Дебют в WEC закончился для Круса первым и единственным поражением в карьере.
Следующие свои бои в WEC Крус провёл в легчайшей весовой категории. Его первым соперником в новом дивизионе стал Чарли Валенсия, которого Крус победил единогласным решением судей. Список побеждённых пополнился такими бойцами, как Иан Макколл, Иван Лопес и Джозеф Бенавидес. За поединок с Джозефом Бенавидесом на WEC 42 Крус был награждён премией «Лучший бой вечера», получив бонусную выплату в размере $10 000.
После череды побед он получил возможность сразиться за титул чемпиона WEC в легчайшей весовой категории. Его противником стал обладатель титула Брайан Боулз. Весь поединок Крус провёл в излюбленной манере, меняя стойки и углы атак, а также нанося контрудары. Бой закончился победой Круса техническим нокаутом после того, как врач не разрешил Боулзу продолжить бой из-за сломанной руки. Таким образом, Крус стал пятым и последним чемпионом WEC в легчайшем весе.
В августе 2010 года состоялся первый поединок Круса в статусе чемпиона WEC. Главным претендентом на титул стал Джозеф Бенавидес, который уже был побеждён Крусом на WEC 42. В этот раз Крус снова одолел Бенавидеса, но уже с меньшим преимуществом, отстояв титул раздельным решением судей.
Следующая защита титула прошла на WEC 53 против Скотта Йоргенсена. Это было заключительное мероприятие WEC, на котором победитель боя автоматически становился вступительным чемпионом UFC в аналогичном весе. Крус одержал уверенную победу единогласным решением судей, став, таким образом, первым чемпионом UFC в легчайшей весовой категории.

### Ultimate Fighting Championship
Первая защита титула в новой организации была запланирована на главный бой вечера UFC 132. Соперником Круса стал его старый обидчик Юрайя Фейбер, спустившийся на вес ниже. В матче-реванше Крус сумел отомстить Фейберу, защитив титул чемпиона UFC в легчайшем весе единогласным решением судей. За этот поединок оба бойца были награждёны премией «Лучший бой вечера», получив бонусные выплаты в размере $75 000.
В главном бою вечера на UFC Live: Cruz vs. Johnson противником Круса стал Деметриус Джонсон. Крус отстоял титул, победив Джонсона единогласным решением.
На UFC 148, который был запланирован на 7 июля 2012 года, соперником Круса должен был снова стать Юрайя Фейбер, победивший Брайана Боулза в поединке за статус претендента на титул чемпиона UFC в легчайшем весе. Однако Крус вынужден был сняться с боя по причине травмы передней крестообразной связки. По этой причине на UFC 149 был разыгран титул временного чемпиона UFC в легчайшей весовой категории между Юрайей Фейбером и Ренаном Бараном.
После длительной реабилитации из-за двух операций на колене, Крус должен был защитить титул бесспорного чемпиона UFC в легчайшем весе на событии UFC 169 против временного чемпиона Ренана Барана. Однако ему снова пришлось сняться с поединка, получив растяжение паха на тренировке. Крус был лишён титула чемпиона, а Баран, ставший, таким образом, бесспорным чемпионом, провёл защиту против Юрайи Фейбера.
В сентябре 2014 года Крус вернулся в спорт после трёхлетнего отсутствия, выступив в UFC 178, на котором его соперником стал Такэя Мидзугаки. Крус начал бой в своём стиле, уклоняясь от ударов, после чего, броском перевёл соперника в партер и добил у стенок восьмиугольника. За победу он был награждён премией «Выступление вечера», получив бонусную выплату в размере $50 000. На пресс-конференции после боя президент UFC Дэйна Уайт заявил, что свой следующий бой Крус проведёт против действующего чемпиона UFC в легчайшем весе Ти Джея Диллашоу.
В декабре 2014 года стало известно, что Крус снова получил травму передней крестообразной связки, только теперь на другой ноге.
В главном бою вечера UFC Fight Night: Dillashaw vs. Cruz, который прошёл 17 января 2016 года, Крус сумел победить Ти Джея Диллашоу раздельным решением судей, став, таким образом, двукратным чемпионом UFC в легчайшем весе.
4 июня 2016 года, в соглавном событии турнира UFC 199, Крус вновь встретился с Юрайей Фейбером за титул чемпиона легчайшего веса. Бой продлился все 5 раундов и завершился победой Круса единогласным решением судей.

## Личная жизнь
До того как стать профессиональным бойцом смешанных единоборств, Крус работал консультантом по обслуживанию клиентов и учился в колледже на пожарного.

## Титулы и достижения
- Ultimate Fighting Championship
  - Чемпион UFC в легчайшем весе (два раза)
  - Три успешных защиты титула
  - Обладатель премии «Лучший бой вечера» (два раза) против Юрайи Фейбера и Ти Джея Диллашоу
  - Обладатель премии «Выступление вечера» (один раз) против Такэи Мидзугаки
- World Extreme Cagefighting
  - Чемпион WEC в легчайшем весе (один раз, последний)
  - Две успешных защиты титула
  - Обладатель премии «Лучший бой вечера» (один раз) против Джозефа Бенавидеса на WEC 42
- Total Combat
  - Чемпион Total Combat в лёгком весе (один раз)
  - Чемпион Total Combat в полулёгком весе (один раз)
- Sherdog
  - Лучший возвратившийся боец года (2014)[18]
- World MMA Awards
  - Возвращение года (2014)[19]
- USA Today
  - Лучший боец года (2010)[20].

## Статистика
| Боёв 28  | Побед 24 | Поражений 4 |
| -------- | -------- | ----------- |
| Нокаутом | 7        | 2           |
| Сдачей   | 1        | 1           |
| Решением | 16       | 1           |

| Результат | Рекорд | Соперник          | Способ                                          | Турнир                              | Дата             | Раунд | Время | Место                      | Примечание |
| --------- | ------ | ----------------- | ----------------------------------------------- | ----------------------------------- | ---------------- | ----- | ----- | -------------------------- | --- |
| Поражение | 24-4   | Марлон Вера       | KO (удары)                                      | UFC Fight Night: Вера vs. Крус      | 13 августа 2022  | 4     | 2:17  | Сан-Диего, Калифорния, США | |
| Победа    | 24-3   | Педру Муньюс      | Единогласное решение                            | UFC 269                             | 11 декабря 2021  | 3     | 5:00  | Лас-Вегас, Невада, США     | «Лучший бой вечера» (3) |
| Победа    | 23-3   | Кейси Кенни       | Раздельное решение                              | UFC 259                             | 6 марта 2021     | 3     | 5:00  | Лас-Вегас, США             | |
| Поражение | 22-3   | Генри Сехудо      | TKO (удары)                                     | UFC 249                             | 9 мая 2020       | 2     | 4:58  | Джэксонвилл, США           | Бой за титул чемпиона UFC в легчайшем весе                                                                                 |
| Поражение | 22-2   | Коди Гарбрандт    | Единогласное решение                            | UFC 207                             | 30 декабря 2016  | 5     | 5:00  | Лас-Вегас, США             | Утратил титул чемпиона UFC в легчайшем весе                                                                                |
| Победа    | 22-1   | Юрайя Фейбер      | Единогласное решение                            | UFC 199                             | 4 июня 2016      | 5     | 5:00  | Инглвуд, США               | Защитил (1) титул чемпиона UFC в легчайшем весе                                                                            |
| Победа    | 21-1   | Ти Джей Диллашоу  | Раздельное решение                              | UFC Fight Night: Dillashaw vs. Cruz | 17 января 2016   | 5     | 5:00  | Бостон, США                | Завоевал титул чемпиона UFC в легчайшем весе. «Лучший бой вечера» (2)                                                      |
| Победа    | 20-1   | Такэя Мидзугаки   | Нокаут (удары)                                  | UFC 178                             | 27 сентября 2014 | 1     | 1:01  | Лас-Вегас, США             | «Выступление вечера» (1)                                                                                                   |
| Победа    | 19-1   | Деметриус Джонсон | Единогласное решение                            | UFC Live: Cruz vs. Johnson          | 1 октября 2011   | 5     | 5:00  | Вашингтон, США             | Защитил (2) титул чемпиона UFC в легчайшем весе. Позже освободил титул чемпиона из-за травмы                               |
| Победа    | 18-1   | Юрайя Фейбер      | Единогласное решение                            | UFC 132                             | 2 июля 2011      | 5     | 5:00  | Лас-Вегас, США             | Защитил (1) титул чемпиона UFC в легчайшем весе. «Лучший бой вечера» (1)                                                   |
| Победа    | 17-1   | Скотт Йоргенсен   | Единогласное решение                            | WEC 53                              | 16 декабря 2010  | 5     | 5:00  | Глендейл, США              | Защитил (2) титул чемпиона WEC в легчайшем весе. Объявлен чемпионом UFC в легчайшем весе                                   |
| Победа    | 16-1   | Джозеф Бенавидес  | Раздельное решение                              | WEC 50                              | 18 августа 2010  | 5     | 5:00  | Лас-Вегас, США             | Защитил (1) титул чемпиона WEC в легчайшем весе                                                                            |
| Победа    | 15-1   | Брайан Боулз      | Технический нокаут (остановка по решению врача) | WEC 47                              | 6 марта 2010     | 2     | 5:00  | Колумбус, США              | Завоевал титул чемпиона WEC в легчайшем весе                                                                               |
| Победа    | 14-1   | Джозеф Бенавидес  | Единогласное решение                            | WEC 42                              | 9 августа 2009   | 3     | 5:00  | Лас-Вегас, США             | «Лучший бой вечера» (1) |
| Победа    | 13-1   | Иван Лопес        | Техническое единогласное решение                | WEC 40                              | 5 апреля 2009    | 3     | 3:24  | Чикаго, США                | Лопес не в состоянии был продолжить бой после непреднамеренного удара Круса коленом в голову стоящего на коленях соперника |
| Победа    | 12-1   | Иан Макколл       | Единогласное решение                            | WEC 38                              | 25 января 2009   | 3     | 5:00  | Сан-Диего, США             | |
| Победа    | 11-1   | Чарли Валенсия    | Единогласное решение                            | WEC 34                              | 1 июня 2008      | 3     | 5:00  | Сакраменто, США            | Дебют в легчайшем весе |
| Победа    | 10-1   | Кеннет Эймс       | Технический нокаут (удары)                      | Total Combat 27                     | 22 марта 2008    | 1     | н/д   | Юма, США                   | |
| Поражение | 9-1    | Юрайя Фейбер      | Сабмишном (удушение гильотиной)                 | WEC 26                              | 24 марта 2007    | 1     | 1:38  | Лас-Вегас, США             | Бой за титул чемпиона WEC в полулёгком весе                                                                                |
| Победа    | 9-0    | Шед Смит          | Единогласное решение                            | Total Combat 18                     | 4 ноября 2006    | 3     | 5:00  | Сан-Диего, США             | Дебют в полулёгком весе. Завоевал вакантный титул чемпиона Total Combat в полулёгком весе                                  |
| Победа    | 8-0    | Хуан Миранда      | Удушающий приём (сзади)                         | Total Combat 16                     | 9 сентября 2006  | 1     | 4:00  | Сан-Диего, США             | Завоевал вакантный титул чемпиона Total Combat в лёгком весе                                                               |
| Победа    | 7-0    | Дейв Хискуердо    | Раздельное решение                              | Total Combat 15                     | 15 июля 2006     | 3     | 5:00  | Сан-Диего, США             | |
| Победа    | 6-0    | Майкл Барни       | Технический нокаут (удары)                      | Rage in the Cage 79                 | 24 февраля 2006  | 1     | 2:45  | Тусон, США                 | |
| Победа    | 5-0    | Ник Хедрик        | Единогласное решение                            | Rage in the Cage 75                 | 30 сентября 2005 | 3     | 5:00  | Глендейл, США              | |
| Победа    | 4-0    | Джош Донахью      | Технический нокаут (удары)                      | Rage in the Cage 74                 | 10 сентября 2005 | 2     | 1:09  | Каса-Гранде, США           | |
| Победа    | 3-0    | Том Швагер        | Технический нокаут (удары)                      | Rage in the Cage 73                 | 6 августа 2005   | 1     | 0:56  | Глендейл, США              | |
| Победа    | 2-0    | Роско Макклеллан  | Технический нокаут (удары)                      | Rage in the Cage 70                 | 11 июня 2005     | 2     | 1:26  | Глендейл, США              | |
| Победа    | 1-0    | Эдди Кастро       | Раздельное решение                              | Rage in the Cage 67                 | 29 января 2005   | 3     | 3:00  | Финикс, США                | |